# پیتر کربی
پیتر کربی (انگلیسی: Peter Kirby؛ زادهٔ ۱۷ دسامبر ۱۹۳۱) اسکی‌باز آلپاین اهل کانادا است.